# Russell (Massachusetts)
Pour les articles homonymes, voir Russell.
Chester est une ville du comté de Hampden dans l’État du Massachusetts.
Elle a été incorporée en 1792.
Sa population était de 1 643 habitants en 2020.